# Záborie
Záborie (Hongaars: Zábor) is een Slowaakse gemeente in de regio Žilina, en maakt deel uit van het district Martin.
Záborie telt 136 inwoners.

## Foto's

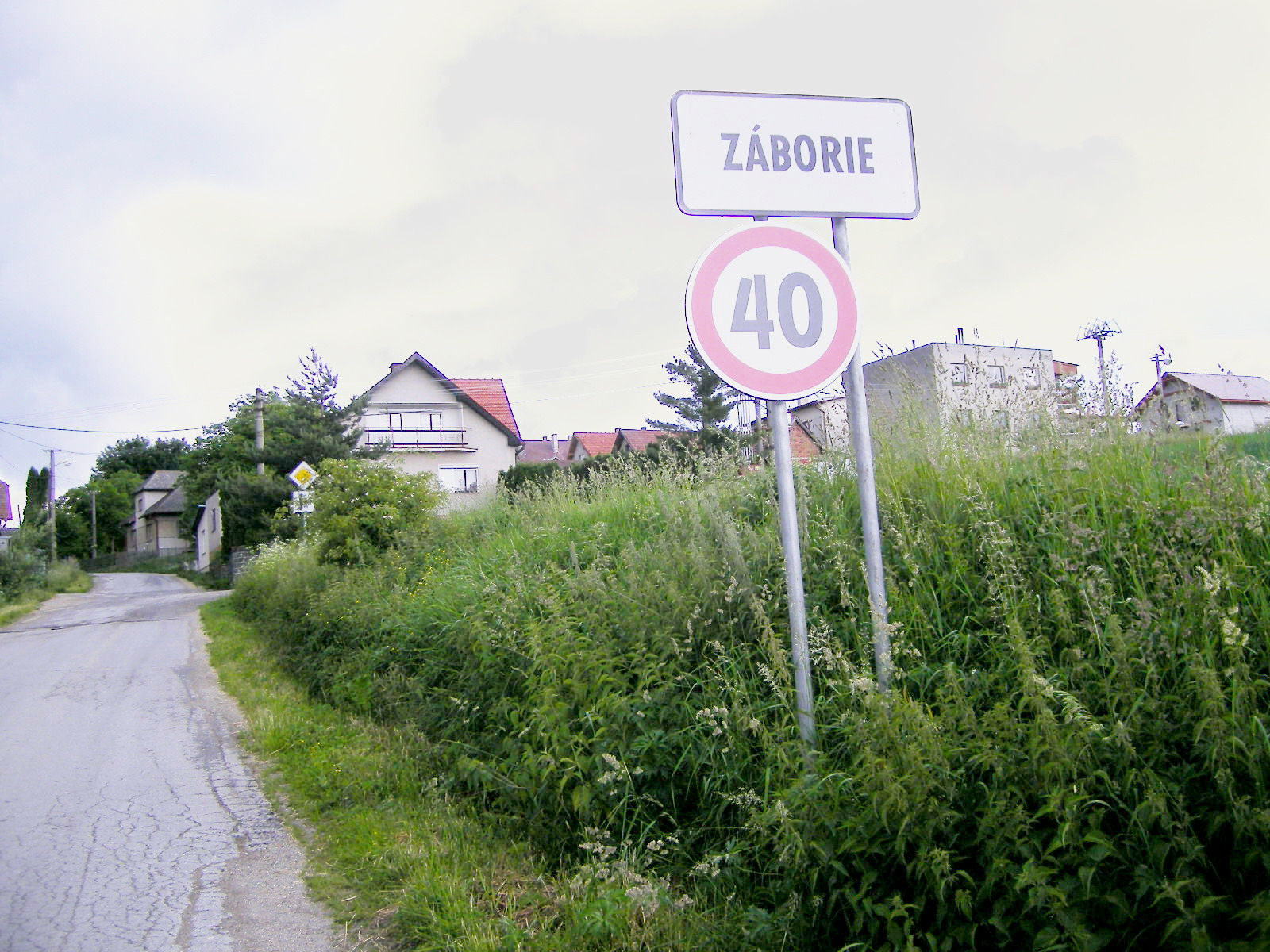
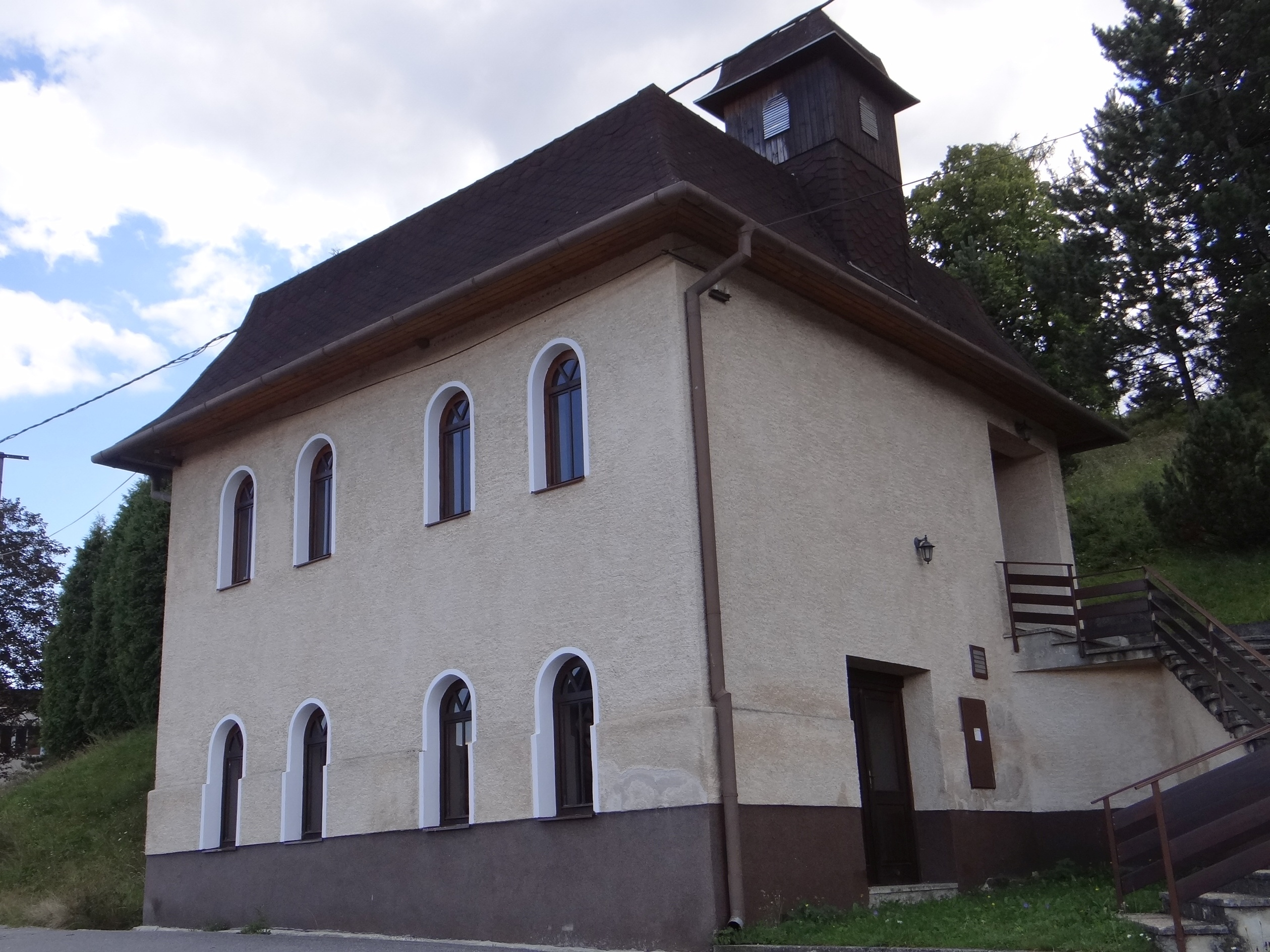